# 扎拉里氏
扎拉里氏（穆麟德轉寫：Jalari hala）亦写作扎拉理氏、扎拉哩氏，为满族姓氏，《他塔拉氏家谱》将其列为满族八大姓之一。世居于瓦尔喀、乌喇、倭哲、扎库木，其世居瓦尔喀者皆互为同族，他们于后金崛起之际陆续归附。清朝时期，该姓氏较为知名者有晚清名将、法什尚阿巴图鲁依克唐阿。民国以后，扎拉里氏各系主要以张、詹、年、白等为汉姓。

## 清代主要世家
正蓝旗阿努家族世居瓦尔喀，阿努早期率领五十户归附后金，编佐领令其子阿尔喀统领，授骑都尉世职，其孙多贝、鄂拜、曾孙鄂尔多、元孙多尔济、四世孙和商等相继袭职。正白旗武登额为阿努之弟，与其兄一同归附，其曾孙三泰任骁骑校，从征江西于吉安阵亡，赠云骑尉世职。
阿努还有多位同族位列世家，其中正蓝旗索穆诺和之子西特库任护军参领，从征锦州击洪承畴部有功，授云骑尉，在四川与张献忠作战时阵亡，赠骑都尉世职。正蓝旗泰璧善之孙满都瑚任佐领，从征厦门时阵亡，赠骑都尉世职。正蓝旗富克察任佐领，其弟巴尔住从征北京、山东，于齐河县首先登城，授云骑尉世职。正蓝旗僧珠之孙阿礼善从征福建阵亡，赠云骑尉世职，由其弟吴尔山、福达理等先后承袭。正蓝旗满都琥任前锋校，其孙岳拜官至甘肃巡抚。
此外，晚清名将依克唐阿亦出自扎拉里氏，因战功赐号法什尚阿巴图鲁，后参与甲午战争，官至盛京将军。